# Dresdner Süßwarenfabriken Elbflorenz

Blick auf Süßwarenfabrik Elbflorenz im Jahr 1966. Im Hintergrund ist das Kraftwerk Mitte zu sehen.

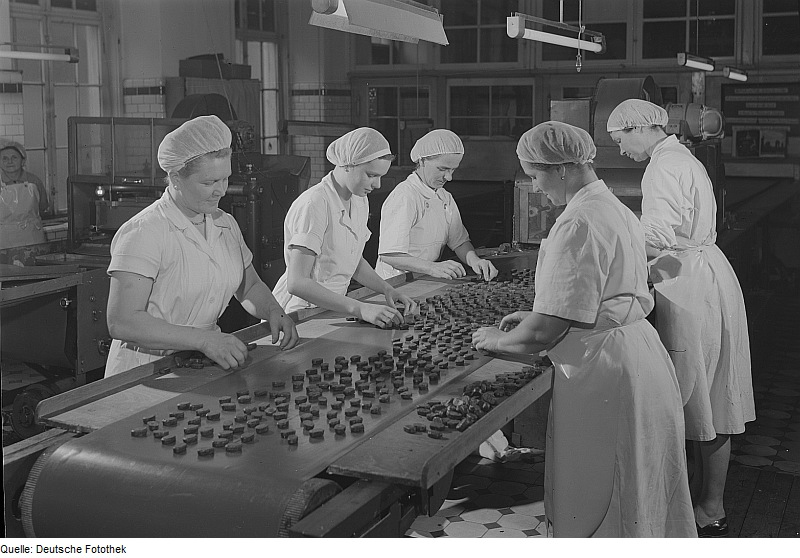
Dresden 1951

Die Dresdner Süßwarenfabriken Elbflorenz (VEB Dresdner Süßwarenfabriken Elbflorenz) waren ein Schokoladen- und Süßwarenhersteller (1954–1991) mit Fertigungsstätten in Dresden und Umgebung. Am 4. August 1954 wurde die Wort- und Bildmarke „VEB DRESDNER SÜSSWARENFABRIKEN DRESDEN – ELBFLORENZ“ erstmals angemeldet. Die Dresdner Süßwarenfabriken Elbflorenz gehörte zum VEB Kombinat Süßwaren Delitzsch (zuletzt: VEB Kombinat Süßwaren Halle) und stellte 1990 die Produktion ein.
Heute ist Elbflorenz eine der Marken der Sächsischen und Dresdner Back- und Süßwaren in Radebeul, die darunter Schokolade-, Waffel- und Oblatenprodukte verkaufen.

## Geschichte und Standorte

### Vor 1945
In Dresden gab es vor 1945 zahlreiche Schokoladen- und Süßwarenhersteller, u. a. die Firmen Hartwig & Vogel, Gerling & Rockstroh (GERO) und Dr. med. Sperber Schokoladen- und Nährmittelfabrik GmbH. Anfang des 20. Jahrhunderts waren in den Süßwarenfabriken Dresdens 7000 Menschen angestellt.

### Nach dem Zweiten Weltkrieg
Am 1. Juli 1948 wurde die Hartwig & Vogel AG auf Befehl der SMAD enteignet. Wenig später wurde die bereits 1946 zwangsenteignete Firma Gerling & Rockstroh aus dem Handelsregister gestrichen. Gemeinsam mit der Firma Dr. med. Sperber und der Kosa Schokoladenfabrik Rolle K.-G. in Niederoderwitz fasste man diese Betriebe zum VEB Dresdner Schokoladen- und Süßwarenindustrie zusammen. Stammsitz war das frühere Betriebsgelände von Hartwig & Vogel an der Rosenstraße 32, Ammonstraße 86 und Freiberger Straße 25–29 (Werk I, auch Werk „Tell“ bzw. VEB Tell). Zweigbetriebe bestanden an der Frankenbergstraße 25 (Werk II, ehem. Gerling & Rockstroh, auch Werk „Gero“) und in Niederoderwitz (Werk III). Ab 1. Januar 1952 gehörte das Unternehmen zur VVB der Süßwarenindustrie mit insgesamt 15 Betrieben in Sachsen, Brandenburg und Thüringen. Zu diesem Zeitpunkt waren insgesamt 1400 Angestellte im Unternehmen beschäftigt.
Produziert wurden verschiedene Schokoladen- und Zuckerwarenprodukte, u. a. Tafelschokolade, Schokoladenhohlkörper, Pralinen, Bonbons und Dragees. Diese wurden unter den Markennamen „Dresdner Kokettchen“, „Elbflorenz“, „Florenz“, „Floretta“, „Premiere“, „Tell“ u. a. verkauft. 1953 übernahm der VEB Dresdner Süßwarenfabriken Elbflorenz die Kakao-, Schokolade- und Zuckerwarenfabrik J. G. Kynast (Zwickauer Straße 72/74). Nach der Anmeldung eines Patentes zur Kontinuierlichen Herstellung von Marzipan- und Persipanrohmasse Ende der 1960er Jahre entwickelte sich der VEB Süßwarenfabriken „Elbflorenz“ innerhalb der VVB zu einem Betrieb, in dem neue Techniken und Technologien ausprobiert und weiterentwickelt wurden. Eine enge Zusammenarbeit gab es zudem mit der Sektion Verarbeitungs- und Verfahrenstechnik der Technischen Universität Dresden und dem Verpackungsmaschinenhersteller NAGEMA.

### Nach 1972
Mit Enteignung der letzten verbliebenen Privatbetriebe in der DDR im Jahr 1972 kam die Firma Riedel & Engelmann hinzu und wurde als VEB Schwerter Süßwaren in das Unternehmen eingegliedert, ebenso der in Radebeul ansässige Schokoladenhersteller Vadossi. Im Zuge dieser Zusammenschlüsse erfolgte eine Umstrukturierung des Produktionsprogramms. Die Pralinenproduktion wurde eingestellt und stattdessen die Herstellung von Schokoladengrundmassen, Fondantmasse, Vollmilchpulver und anderen Kakaoprodukten erweitert. 1984 wurden verschiedene Schokoladen, Marzipanartikel, Kakao- und Zuckerstreusel, Gelatineerzeugnisse, Nudossi, Rohmassen, Hartfettglasur und Fondantmasse hergestellt. Bis 1989 wurden auch Marzipankartoffeln für das Kölner Unternehmen Hitschler International GmbH & Co. KG produziert. 1980 bis 1990 gehörte der VEB Dresdner Süßwarenfabriken „Elbflorenz“ zum Kombinat Süßwaren.
Einige Süßwaren der Handelsunternehmen Genex, Intershop oder Delikat wurden nicht in der BRD, sondern als Lohnproduktion in der DDR von Dresdner Süßwarenfabriken Elbflorenz hergestellt (z. B. Lübecker Marzipanbrot). Als Herkunftsbezeichnung wurde nicht „Made in West Germany“, sondern „Made in Germany“ aufgedruckt.

### Nach 1989

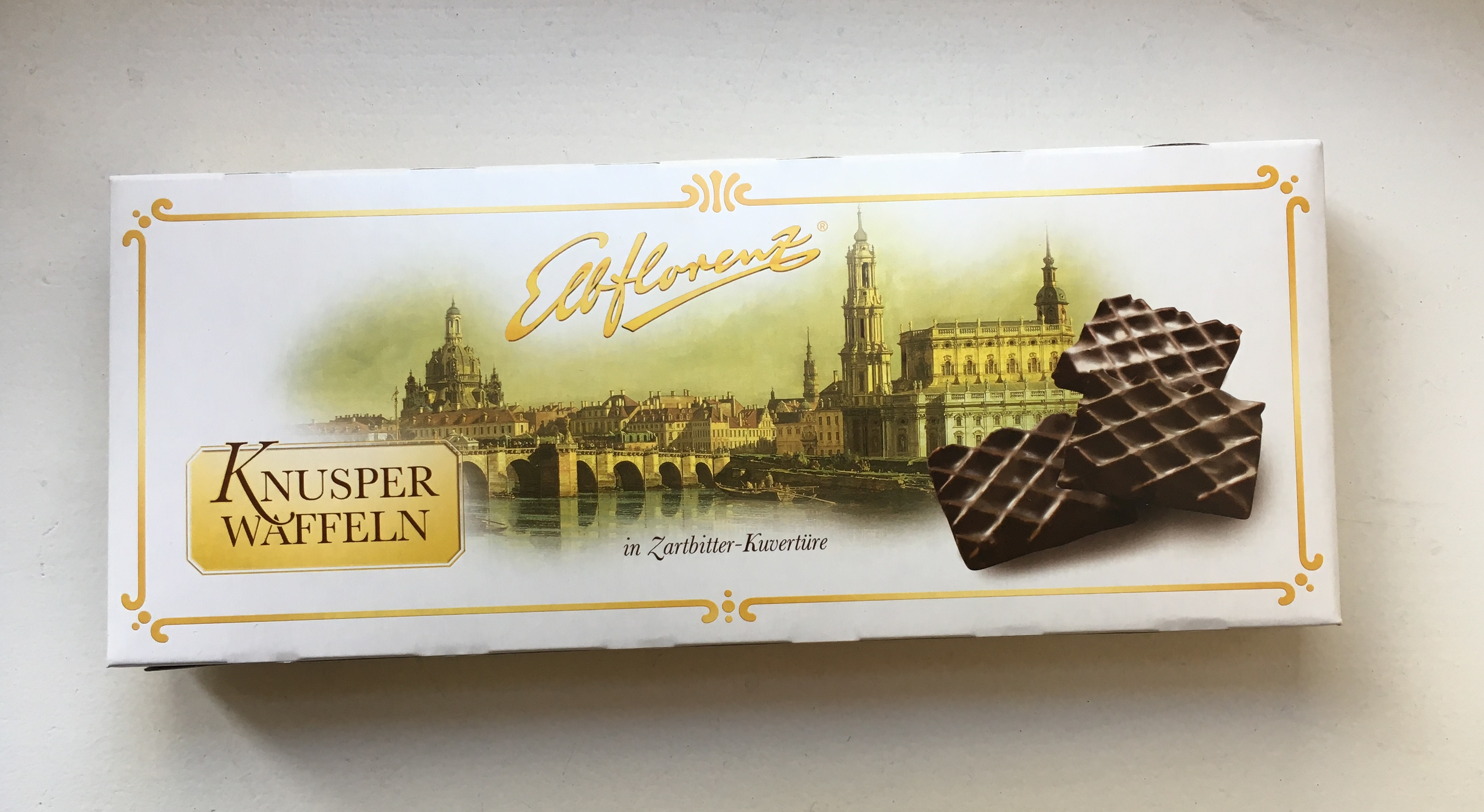
Elbflorenz-Knusperwaffeln in Zartbitter-Kuvertüre (2019)

Mit den politischen Veränderungen in der DDR wurde versucht, den VEB Dresdner Süßwarenfabriken „Elbflorenz“ umzustrukturieren und an ein westdeutsches Unternehmen zu verkaufen. Da diese jedoch kein Interesse zeigten und auch die Nachkommen der Alteigentümer eine Übernahme ablehnten, wurde Anfang 1990 die Produktion in den Dresdner Werken I und II eingestellt. Die Betriebsteile Schwerter und Vadossi wurden an die 1972 enteigneten Alteigentümer zurückübertragen. Die Betriebsgrundstücke gingen an eine neugebildete Elbflorenz Grundstücksgesellschaft, die diese verwerten sollte. 1991 erfolgte der Abriss der Gebäude am Stammsitz zugunsten des 1996 eröffneten Dresdner World Trade Centers.
Heute ist Elbflorenz eine der Marken der Sächsischen und Dresdner Back- und Süßwaren (ehemals Vadossi) in Radebeul, die darunter Schokolade-, Waffel- und Oblatenprodukte verkaufen.